# Нискоярви
Нискоярви — озеро на территории Костомукшского городского округа Республики Карелии.

## Общие сведения
Площадь озера — 1,2 км², площадь водосборного бассейна — 143 км². Располагается на высоте 227,1 метров над уровнем моря.
Форма озера лопастная, подковообразная. Берега каменисто-песчаные, преимущественно заболоченные.
Через озеро протекает река Толлойоки, впадающая в озеро Верхнее Куйто, а в нескольких сотнях метров севернее места вытекания Толлойоки из Нискоярви располагается устье реки Маселяйоки.
В южной части озера расположен один некрупный остров без названия.
Код объекта в государственном водном реестре — 02020000811102000004043.